# Elaeagnus taliensis
Elaeagnus taliensis är en havtornsväxtart som beskrevs av C. Yung Chang. Elaeagnus taliensis ingår i släktet silverbuskar, och familjen havtornsväxter. Inga underarter finns listade i Catalogue of Life.